# Леополд Зборовски
Леополд Зборовски (на полски: Léopold Zborowski) е полски поет, писател и търговец на изкуство.

## Биография
Роден е през 1889 г. в еврейско семейство в градчето Залещики, днес в западна Украйна.
Живее в Париж, където приятелският му кръг се състои от парижките художници от началото на 20 век Хаим Сутин, Андре Дерен и Амедео Модиляни, който е автор на няколко портрета на Зборовски.
Зборовски е основният търговец на изкуство, с който Модиляни работи през последните си години и който дава на художника дома си като творческо ателие. Съпругата на Зборовски, Анна (Ханка Зборовска), е един от най-известните модели на Модиляни.
Зборовски е и първият търговец на изкуство, който разпознава таланта на Сутин и му оказва подкрепа в началото на неговата кариера, както и го издържа финансово по времето на Първата световна война, когато Сутин се укрива от германците в Южна Франция.
Зборовски е арт дилър и на други хора на изкуството, сред които са скулпторът Рене Ише, художниците Марк Шагал, Морис Утрило и Андре Дерен, фотографът и художник Емил Савитри.
Като търговец на изкуството на Модиляни, Зборовски натрупва малко състояние, което изгубва по време на Голямата депресия през 1930-те години. Умира в бедност в Париж през 1932 година, покосен от сърдечен удар. Вдовицата му е принудена да разпродаде цялата колекция картини на съпруга си.
През 2003 г. аукционна къща Сотбис продава на търг портрет на Зборовски, нарисуван от Модиляни на стойност около 1.5 милиона долара.